# Occupation russe de l'oblast de Kiev
- Territoire ukrainien n'ayant jamais été occupé
- Territoire occupé par la Russie puis récupéré par l'Ukraine

L'occupation russe de l'oblast de Kiev est une occupation militaire qui commence le premier jour de l'invasion russe de l'Ukraine, le 24 février 2022. La capitale, Kiev, n'a jamais été conquise lors de l'invasion mais est largement bombardée. Cependant, de nombreuses villes sont prises proches des parties nord et ouest de l'oblast. L'occupation prend fin le 2 avril lorsque les forces ukrainiennes libèrent la totalité de l'oblast.

## Occupation

### Arrivée des forces russes
Le 24 février 2022, les forces russes commencent à envahir l'Ukraine, leur cible principale étant la capitale, Kiev. Les forces russes entrent dans l'oblast de Kiev et s'emparent rapidement de Tchernobyl et Pripyat, dans la zone d'exclusion de Tchernobyl.
Le 26 février 2022, les forces russes prennent Hostomel, Borodianka, Vorzel et Boutcha, et mènent une intense bataille pour l'aéroport d'Antonov, qui aboutit à une victoire russe.

### Kiev
Le matin du 25 février, trois saboteurs russes, habillés en soldats ukrainiens, entrent dans le district d'Obolon, à 10 kilomètres au nord du bâtiment de la Verkhovna Rada, siège du parlement ukrainien,.
Le 27 février, les affrontements entre les forces ukrainiennes et les saboteurs russes éclatent. Pendant ce temps, les responsables locaux demeurent catégoriques sur le fait que la ville est toujours sous le contrôle total de l'Ukraine.
Le 28 février, une nouvelle vague de troupes russes avancent vers la capitale, mais peu de combats directs ont lieu, avec seulement trois missiles tirés sur la ville ce jour-là. Des images satellite révèlent l'existence d'une colonne de véhicules russes de 64 kilomètres de long s'approchant de Kiev par le nord depuis l'autoroute menant à la capitale, avant de stopper net début mars 2022 à environ 30 kilomètres du centre de la ville.
Le matin du 1er mars, le ministère russe de la Défense envoie un avis d'évacuation aux civils locaux indiquant avoir l'intention de cibler les installations de transmission ukrainiennes autour de Kiev et que tous les résidents à proximité se doivent de quitter la zone. Quelques heures plus tard, un missile russe frappe la tour de télévision de Kiev, tuant cinq personnes et en blessant cinq autres,. Vitaly Klitschko, maire de Kiev, interdit la vente d'alcool à Kiev tout en appelant les commerçants et les chaînes de pharmacies à ne pas « profiter » de la situation en augmentant les prix de « l'alimentation, des biens essentiels et des médicaments ».
Le 22 mars, les forces ukrainiennes lancent une contre-offensive pour repousser les Russes de la ville. Les forces ukrainiennes évacuent des milliers de personnes des banlieues et des agglomérations voisines, dont 20 000 personnes à Boryspil seulement, et reprennent les villages et villes environnantes,.

### Brovary et Loukyanivka
Le 10 mars, des véhicules blindés russes sont aperçus se dirigeant vers Brovary, peu après avoir conquis la ville de Loukyanivka.
Le 28 mars, les forces ukrainiennes reprennent Loukyanivka et poussent les forces russes hors de Brovary. À Loukyanivka, la plupart des maisons sont détruites et les carcasses de chars russes jonchent les rues,.
Le 29 mars, la Russie bombarde la région de Brovary. Un entrepôt est incendié et les villages voisins subissent de lourds dégâts.

### Contre-offensive ukrainienne
Le 28 mars, les forces ukrainiennes remportent la bataille d'Irpin et commencent à reprendre de nombreuses localités,,.
Le 2 avril, l'armée ukrainienne reprend la totalité de l'oblast de Kiev, mettant fin à l'occupation.

## Conséquences

### Opérations de déminage
Le 9 août, le département d'État des États-Unis annonce envoyer 89 000 000 $ à l'Ukraine pour aider aux opérations de déminage dans les oblasts de Kiev, Tchernihiv, Jytomyr et Soumy,.
Le 8 mai, Ioulia Tymochenko, députée du peuple d'Ukraine, annonce la fin des opérations de déminage dans l'oblast de Kiev,.

### Centrale nucléaire de Tchernobyl
À Tchernobyl, des soldats russes sont accusés d'avoir volé des poussières et des substances radioactives dangereuses dans le laboratoire de la centrale nucléaire,,.

### Crimes de guerre

#### Borodianka
Les forces russes ont bombardé à de nombreuses reprises Borodianka, une ville près de Kiev. Les soldats ont utilisé des armes à sous-munitions pour tirer sur un immeuble résidentiel pendant la nuit. Ils ont également laissé des mines dans des zones civiles.

#### Boutcha
Lors de l'occupation russe de la ville, les soldats russes ont violé, ligoté et tué des civils à Boutcha et les ont laissés mourir dans les rues. Lors de leur retraite, les Russes ont laissé d'innombrables traces de leurs passages dans des maisons civiles détruites, de nombreux cadavres gisant dans toute la ville, ainsi que des mines,,.

#### Irpin
Le 6 mars 2022, les forces russes ont bombardé une intersection où les habitants d'Irpin fuyaient vers Kiev, faisant 8 morts.